# Francesc Olivella i Ferrari
|  | «Francesc Olivella» redirigeix aquí. Vegeu-ne altres significats a «Francesc Olivella i Company». |

Francesc Olivella i Ferrari (Vilafranca del Penedès, 1940 – 28 d'agost de 2008) va ser un empresari i crític de cinema català.
Pertanyia a una família de classe mitjana vinculada a la producció de vi i cava, va treballar com a crític de cinema als setmanaris Acción (1959-1964) i Tothom (1969). El 1968 fou un dels promotors del Cineclub Vilafranca, del que en seria president del 1968 al 1983, i que el 1970 va guanyar el premi al millor cineclub en la 14a edició dels Premis Sant Jordi de Cinematografia.
El 1983 va crear el Bogart Multicine, sala d'exhibició de cinema que va guanyar el premi a la sala exhibidora de Catalunya que més ha contribuït a la promoció del cinema en català als III (1985), IV (1986) i IX Premis de Cinematografia de la Generalitat de Catalunya. El 1994 també va crear el Cine Kubrick.
També ha estat conegut com a col·leccionista de programes de cinema antics, amb els quals ha organitzat exposicions com al Museu de Vilafranca del Penedès i a la capella de Sant Joan.